# Hospital Clínico Viña del Mar
El Hospital Clínico Viña del Mar es un centro de atención hospitalaria privado ubicado en la ciudad chilena de Viña del Mar, Chile y que posee un acuerdo de cooperación con la Universidad Andrés Bello de Chile. Su director es el médico Carlos Orfali Bejer, cirujano cardiovascular.

## Historia
Es la primera clínica creada, administrada y financiada exclusivamente por médicos de la región, siendo el mayor socio el grupo Emecar. Nace como un hospital privado, encargado de dar atención integral a pacientes del sistema de salud público y privado en Chile para los habitantes de la Región de Valparaíso. Sus primeras instalaciones, se componen de Hospitalización, Urgencia, Cirugía, Maternidad y un Centro Médico.
En el año 2010, la Universidad Andrés Bello que pertenece a Laureate International Universities, concreta un convenio de cooperación con el Hospital Clínico Viña del Mar, creando así, el centro Clínico Docente, el cual otorgará campo clínico a las carreras académicas del área de la salud de la universidad privada.

## Infraestructura
Cuenta con alrededor de 11.000 metros cuadrados construidos. 
- Centro Médico
- Hospitalizaciones
- Urgencia
- Diagnóstico por imágenes
- Medicina Nuclear
- Banco de Sangre
- Laboratorio
- Pabellones quirúrgicos
- Angiografía y Hemodinamia
- Farmacia
- Central de Esterilización
- Unidad de Paciente Crítico
- Maternidad

CIFRAS
- N.º Camas: 104
- N.º Camas críticas: 14
- N.º Pabellones: 4
- N.º Salas de Parto: 1
- N.º Box Urgencia: 7
- N.º Consultas: 19
- Vacunatorio: 1